# Batalha de Campo Grande (Pedro Américo)
A Batalha de Campo Grande é uma pintura a óleo de 1871 atribuída ao artista brasileiro Pedro Américo. Ela retrata a batalha de Campo Grande que ocorreu durante a Guerra do Paraguai, a cena mostra um momento culminante em que tropas brasileiras, comandadas pelo Conde d'Eu (D. Gaston de Orléans), estavam atravessando o rio para combater as tropas paraguaias. O momento escolhido por Pedro Américo ocorreu na última batalha da guerra, em 16 de agosto de 1869, quando os paraguaios contra-atacaram, mas, mesmo assim, foram derrotados pelas tropas brasileiras. O pintor destaca o momento em que os paraguaios colocam em risco a vida do Conde d'Eu e que o Capitão Francisco de Almeida e Castro segura as rédeas de seu cavalo com o intuito de proteger o conde.
A pintura de Pedro Américo preocupa-se com a riqueza de detalhes de figuras como, os trajes militares, os cavalos e a fisionomia dos personagens. Isso se deve a uma intensa pesquisa de fotos e depoimentos realizadas pelo pintor. Os detalhes da pintura transmitem autenticidade e a aproximam de uma documentação histórica. Com esse nível de minuciosidade e busca pela verdade, a obra de Américo se diferencia da pintura histórica tradicional pintada por artistas da época, como por exemplo, Victor Meirelles, cujo quadro Batalha Naval do Riachuelo foi encomendado pelo governo.
Para divulgar a obra Pedro Américo fez uma hábil estratégia de divulgação. Desde a elaboração do projeto da tela já podem ser encontrados artigos em jornais comentando-a. Dessa forma, até a conclusão da pintura diversos críticos de arte e personalidades comentaram sobre a pintura em grandes jornais, o que gerou curiosidade da população. No fim de 1871, a pintura Batalha de Campo Grande já era amplamente conhecida antes mesmo de ser exposta oficialmente. A exposição ao público só ocorreu em março de 1872, dois meses depois que o governo cedeu às pressões e comprou a tela por 13 contos de réis. A obra foi exposta na XXII Exposição Geral da Academia Imperial de Belas Artes do Rio de Janeiro, estima-se que 60.000 pessoas visitaram a mostra.

## Antecedentes

### Contexto Histórico

#### A Batalha de Campo Grande
A pintura de Pedro Américo retrata a Batalha de Campo Grande (conhecida também como Batalha de Los niños ou Acosta Ñu). Um conflito que ocorreu no final da Guerra do Paraguai, no dia 16 de agosto de 1869. Na ocasião, as tropas do líder paraguaio Solano López já estavam em retirada, e a conquista do Paraguai pela Tríplice Aliança era apenas uma questão de tempo. Entretanto, Conde d'Eu, genro de D. Pedro II, organizou seu exército de 20.000 homens da tríplice aliança para lutar contra os 1000 veteranos e 3500 crianças que protegiam a fuga de López para Acosta Ñu. A maioria dos que defendiam López não tinham nem 15 anos, e utilizavam barbas falsas para parecerem mais velhos.
No conflito morreram 2000 paraguaios e 1.300 foram presos, enquanto que entre os aliados 45 foram mortes e 431 feridos. Estima-se que a batalha durou cerca de oito horas. Atualmente, utiliza-se a data para comemorar o dia das crianças no Paraguai, como uma homenagem às crianças que morreram na batalha de los niños.  a batalha de Campo Grande foi o último grande conflito da Guerra do Paraguai, a qual terminou em 1º de março de 1870 com a morte de Solano López em Cerro Corá, onde foi assassinado por Chico do Diabo com um tiro de fuzil.

#### A Guerra do Paraguai
A Guerra do Paraguai foi o maior conflito armado que envolveu a América do Sul. Ela se iniciou em 13 de dezembro de 1864, quando Solano López declarou guerra ao Brasil e invadiu a região que atualmente corresponde ao Mato Grosso do Sul, naquele ano o Brasil havia invadido o Uruguai e destituído o presidente. O conflito  terminou apenas seis anos depois, com a morte de Solano López.
As razões que motivaram o Paraguai a enfrentar a Tríplice Aliança, composta por Brasil, Uruguai e Argentina, ainda são controversas. Alguns estudiosos acreditam que o conflito foi uma estratégia de Solano López de expandir seu território, enquanto que outros defendem que foi uma reação desproporcional de López à invasão do Uruguai pelo Império Brasileiro.
Apesar das causas do conflito ainda não serem completamente claras, os estudiosos concordam que as consequências da Guerra do Paraguai foram desastrosas para o país, que até hoje ainda não conseguiu superar os desastres da guerra e encontra-se como o país mais atrasado entre seus vizinhos, no que se refere a questões de desenvolvimento. O conflito fez com que o país perdesse parte de seu território, a infraestrutura que possuía e o extermínio de 90% dos homens de sua população. O Paraguai também saiu do conflito com uma dívida de guerra ao Brasil, a qual só foi perdoada em 1943, no governo Getúlio Vargas.

### Pedro Américo

Pedro Américo

Pedro Américo de Figueiredo e Melo (Areia, Paraíba, Brasil, 23 de abril de 1843 - Florença, Itália, 7 de outubro de 1905) foi um , poeta, cientista, filósofo,teórico de arte, ensaísta,  professor, romancista e pintor brasileiro, as diferentes atividades desempenhadas por Pedro Américo refletem sua personalidade plural e o seu destaque no modesto cenário cultural do Brasil do século XIX. Na literatura, Américo escreveu cerca de 14 trabalhos literários de história, filosofia natural, belas Artes, romances e discursos. Entretanto, ele se tornou mais conhecido por sua carreira como um dos mais importantes pintores históricos do Brasil. Entre suas grandes obras estão a Batalha de Campo Grande (1871) e a Batalha do Avaí (1877).
Em 1851, o naturalista francês Louis-Jacques Brunet foi enviado ao Brasil para uma expedição que visava explorar e retratar a geografia, fauna e flora do país. Entre suas viagens, Brunet e o alemão Bindseil (desenhista da expedição) conheceram Pedro Américo na pequena cidade de areias, na Paraíba. Os artistas se encantaram pelo talento do menino considerado prodígio, assim, Pedro Américo, com apenas 9 anos, passou a integrar a comitiva por 20 meses e percorreu toda Paraíba, parte de Pernambuco, Ceará, Rio Grande do norte e Piauí,  fazendo desenhos científicos da flora nordestina.
Quando Américo completou 13 anos, em 1854, ele ingressou na Academia Imperial de Belas Artes, no Rio de Janeiro. Durante o período em que estudou na academia de artes, o pintor ganhou diversas medalhas e produziu muitos desenhos, principalmente, de cunho religioso, como por exemplo, uma série de pinturas religiosas pedidas pelo bispo Félix Maria.
Em 1859, Pedro Américo saiu do país graças à proteção de D. Pedro II. A viagem foi financiada pelo governo imperial. Na França, o pintor estudou na Escola de Belas Artes de Paris, no instituto de física e na Faculdade de Ciências da Sorbonne. Esse período na Europa foi decisivo para uma mudança nas obras de Américo, pois o pintor passou a refletir a respeito da proximidade da ciência com a arte, o que trouxe a minuciosidade e o realismo característico de suas obras.
Américo só retornou ao Brasil em 1864 quando se tornou professor concursado da Academia Imperial de Belas Artes. Porém, já em 1865 ele decidiu retornar a Europa para aprofundar seus estudo artísticos e filosóficos, onde passou mais cinco anos. Em 1870 ele retornou novamente ao Brasil, já casado com Carlota de Araújo Porto-Alegre, e assumiu a cadeira de estética na Academia Imperial de Belas Artes. Nesse momento Américo iniciou uma célebre fase de sua carreira, pois iniciou a elaboração das pinturas históricas. Destacam-se nesse período as obras, Batalha de Campo Grande (1871) e Batalha do Avaí (1877), ambas sobre a Guerra do Paraguai.
Após esse período de grandes obras, Pedro Américo morou na Itália entre 1878 e 1885. Posteriormente, ele retornou ao Rio de Janeiro onde retomou seu cargo de professor. No período de 1886 até 1888, ele pintou a tela Independência ou Morte, para o Salão de Honra do museu do Ipiranga, o qual, atualmente, é conhecido como museu paulista da Universidade de São Paulo. Em 1890, quando ocorreu a Proclamação da República, Américo foi eleito deputado e participou da elaboração da Constituição Brasileira de 1891.
Em 1900, ele retornou à Florença onde permaneceu até a sua morte. As pinturas de sucesso lhe renderam boas economias, porém, a crise brasileira de 1890 e 1892 acabou levando o dinheiro de Pedro Américo que morreu pobre. Com 62 anos, no dia 7 de outubro de 1905 ele faleceu. Seu corpo está enterrado em Areia, sua cidade natal, na Serra da Borborema.

### Pintura histórica

Independência ou Morte!, de Pedro Américo (óleo sobre tela, 1888).

As obras de Pedro Américo fazem parte do pintura histórica do século XIX, quando a arte, o nacionalismo e a documentação se uniram. A pintura deste gênero acaba assim tendo um papel de documentação histórica e ajuda na composição do ideário nacional. Américo com seus quadros Independência ou Morte (1888), Batalha do Avaí (1877) e Batalha de Campo Grande (1871), acabou contribuindo para a construção do imaginário do período imperial. Por exemplo, o quadro Independência ou morte foi o responsável por inventar uma independência e uma identidade visual do nascimento do Brasil como nação. Entretanto, nesse ponto, também fica mais claro entender a linha de pintura histórica seguida por Pedro Américo, pois o pintor sempre defendeu que esta não deve ser composta apenas por realidade (como documentos e depoimentos), mas, também, com um pouco de fantasia, com as convenções das artes e do belo ideal.

## Elaboração da Obra
Ao contrário da maioria das pinturas históricas da época, a obra Batalha de Campo Grande de Pedro Américo não foi encomendada pelo governo brasileiro. O pintor aproveitou o entusiasmo nacionalista da época para produzir uma obra sobre o tema, utilizando uma hábil estratégia na escolha de personagens e, posteriormente, na divulgação da obra. Primeiramente, ele escolheu abordar a participação do Exército na guerra, o que ainda não havia sido tratado em nenhum dos outros quadros comemorativos aos feitos da Marinha, Passagem de Humaitá e Combate Naval do Riachuelo. Além disso, Pedro Américo representa a figura do Conde d'Eu, genro de D. Pedro II e comandante das forças brasileiras. Dessa forma, o pintor consegue agradar tanto o Exército quanto a família imperial. Sendo assim, mesmo sem ter sido encomendada a obra foi comprado pelo Ministro da Guerra, Barão de Jaguaribe, em 28 de janeiro de 1872, por 13.000 contos de réis.

## Análise da obra

### Descrição
O quadro a batalha de Campo Grande é caracterizado pelo seu realismo e riqueza de detalhes que o aproximam da fotografia e da pintura histórica e documental. Na pintura de Pedro Américo é possível perceber que o cenário é composto por uma divisão entre um terreno pantonoso e coberto por água, enquanto que outra parte mais alta é repleta de ervas daninhas que queimam como consequência das peças de artilharia. Ainda com relação ao cenário geral, percebe-se a preocupação do pintor em organizar a tela seguindo planos e perspectivas. Ao todo, são cinco planos principais.
No centro da obra encontra-se uma pirâmide composta pelas figuras centrais da obra: o príncipe, o Conde d’Eu (general comandante) e Enéas Galvão (chefe do exército e da armada brasileira). O cavalo é rigorosamente freado pelo capitão Almeida Castro, que possui uma ferida em sua mão esquerda. Ao fundo, ainda na vertical, pode se observar o Major Benedicto de Almeida Torres, um pouco mais a frente à esquerda está o Capitão de engenheiros Dr. Taunay e atrás dele localiza-se o Coronel Moraes. A direita do quadro é possível olhar ao longe o general Pedra em luta com um homem do exército inimigo, o qual tenta acertar o militar com uma lança. Na extrema esquerda superior do quadro é representado o Capitão marítimo João Mendes Salgado, que passa por cima da montanha que queima ao fundo.
Ainda do lado esquerdo, porém, na parte inferior é possível ver o Frei Fidelis d’Avila e o capitão Arouca que foi ferido por uma bala. Por fim, mais ao fundo é possível ver brasileiros e paraguaios lutando. No primeiro plano, na parte inferior, muitos paraguaios resistem aos golpes dos soldados. 

### Análise
A obra de Pedro Américo visa mostrar o exato instante em que a vida do comandante das forças brasileiras na guerra do Paraguai, Conde d'Eu está em perigo durante a batalha de Campo Grande, no dia 16 de agosto de 1869. Por isso, percebe-se que um ajudante de ordens segura-lhe as rédeas de seu cavalo para o proteger.
Primeiramente, analisanda do ponto de vista artístico, a obra se destaca por alguns pontos principais: geometria, harmonia de cores e minuciosidade em seus detalhes. No que se refere à geometria, ao todo, são formados oito grupos de pessoas, destes, quatro se organizam em forma de pirâmide. A geometria é responsável por conseguir destacar na pintura certos personagens, ainda que ela esteja repleta deles. No caso, Pedro Américo procurou através da estrutura realçar o Conde d'Eu, entretanto, a figura do conde foi retratada de modo esguio e sem volume, o que acabou fazendo o efeito inverso e deu mais destaque aos assistentes.
As cores empregadas na execução são muito harmônicas, com destaque para o azul que revela um domínio das leis de ilusão de óptica. Por fim, merecem destaque os desenhos que são executados com muita precisão, principalmente, os trajes militares, e os músculos. Além disso, pode-se perceber que as figuras não se encontram na mesma posição, cada qual está realizando a ação instantânea que parece executar
Percebe-se na obra a presença de várias escolas como a italiana, que está no colorido e no desenho dos homens. A francesa está na forma como os cavalos são desenhados. Por fim, a espanhola está na aproximação da pintura com o idealismo.

### Recepção
Para divulgar sua obra Pedro Américo elaborou uma estratégia. Quando o quadro Batalha de Campo Grande ainda era um projeto, um artigo assinado por Ladislao Netto foi publicado no Jornal do Comércio, como era um amigo íntimo do pintor, a crítica do jornalista foi repleta de elogios. Um ano depois a obra foi apresentada a família imperial. Depois disso várias personalidades influentes da sociedade carioca foram conhecer o quadro. Assim, antes mesmo da obra ser exposta ao público em geral, diversos artigos favoráveis e desfavoráveis foram escritos o que despertou o interesse e curiosidade de todos.
Com o aumento das atenções para a obra o Jornal da Tarde publicou um artigo informando ao público que o deputado do Rio Grande do Norte havia considerado a obra um trabalho patriótico. Tal publicação foi um meio da mídia sugestionar a compra da tela pelo governo.
Aqueles que escreviam artigos desfavoráveis ao trabalho de Américo criticavam, principalmente, sua auto publicidade. Com exceção do Visconde Taunay que teceu severas críticas em seu livro de memórias, principalmente, no que se refere a verossimilhança da obra, segundo ele, que estava presente no momento da cena, as posições era forçadas e impossíveis, até mesmo as dos cavalos. Além dele, Duque Gonzaga, um dos principais críticos atuantes do período, criticou a escolha da posição em que o Conde D'eu, aparentemente herói do combate, com uma posição muda.
No dia 27 de janeiro de 1872, o governo brasileiro cedeu às pressões e comprou a obra por 13 contos de réis. Dois meses depois, a Batalha de Campo Grande foi exposta ao público na XXII Exposição Geral da Academia Imperial de Belas Artes do Rio de Janeiro. Depois dessa obra, Américo ganhou ampla popularidade e o governo passou a encomendar obras a ele.